# Sick, Sick, Sick
«Sick, Sick, Sick» es un sencillo de Queens of the Stone Age de su álbum del año 2007, Era Vulgaris. Fue lanzado en Estados Unidos el 8 de mayo del 2007, como descarga digital desde iTunes Store. El EP para «Sick, Sick, Sick» también tuvo una versión limitada, que además de contener el tema poseía otras tres canciones por su lado B: «I'm Designer» (remix), «Goin' Out West» (versión de la canción de Tom Waits) y «Christian Brothers» (versión de la canción de Elliott Smith). La canción cuenta con la participación de Julian Casablancas de The Strokes, en los coros y en el sintetizador de guitarra. El video musical fue dirigido por Brett Simon.
Adicionalmente, la canción apareció en un pack de tres canciones —junto a las también canciones de Queens of the Stone Age «Little Sister» y «3's and 7's»— como contenido descargable para la serie de videojuegos musicales Rock Band; y dentro de las cuarenta y siete canciones que se pueden tocar en el Guitar Hero: Van Halen. También aparece en la banda sonora del juego MotorStorm: Pacific Rift.

## Posicionamiento en las listas
| País           | Lista                       | Mejor posición | Ref   |
| -------------- | --------------------------- | -------------- | ----- |
| Alemania       | German Singles Chart        | 77             | [ 4 ] |
| Austria        | Ö3 Austria Top 40           | 65             | [ 5 ] |
| Estados Unidos | Modern Rock Tracks          | 23             | [ 6 ] |
| Estados Unidos | Mainstream Rock Tracks      | 40             | [ 6 ] |
| Finlandia      | Finnish Singles Chart       | 18             | [ 7 ] |
| Países Bajos   | Dutch Singles Chart         | 91             | [ 7 ] |
| Reino Unido    | The Official Charts Company | 165            | [ 8 ] |